# مین ضد نفر
مین ضد نفر گونه‌ای مین است که برای آسیب‌زدن به نفرات پیاده دشمن به‌کار می‌رود.
همان گونه که از اسم این مین‌ها پیداست، علیه نفرات دشمن طراحی شده‌اند که می‌توانند باعث کشته شدن یا زخمی شدن نفرات گردند.
مین‌های ضد نفر به دو گروه اصلی تقسیم می‌شوند: مین‌های ترکشی-مین‌های انفجاری

## الف) مین ضد نفر ترکشی
بدنه این مین‌ها عموماً از فلز ساخته شده و در اثر انفجار خرج اصلی، ترکش‌های این مین با سرعت بسیار بالا به جهات مختلف پراکنده می‌شوند.
مین‌های ضد نفر ترکشی به سه دسته تقسیم می‌شوند:
1. مین جهنده ترکشی: آزمایش‌های مختلف نشان داده‌است که هرگاه مقدار ثابتی خرج در سه حالت زیر زمین، روی زمین و بالای سطح زمین قرار دهیم، در حالت سوم بیشترین ضایعات وارد خواهد شد. بر همین مبنا مین ضد نفر ترکشی ساخته شده‌است که دارای یک خرج پرتاب می‌باشد. در اثر انفجار خرج پرتاب، قسمت داخلی آن حداکثر به ارتفاع ۲ متر پرتاب شده و در هوا منفجر می‌شود. از این نوع مین‌ها می‌توان به مین والمرا اشاره کرد.
  1. مین ترکشی معمولی: ترکش‌های حاصل از انفجار این مین، روی زمین پخش می‌شوند و خود مین نیز زوی زمین قرار دارد. مین پومز از این نوع است.
  2. مین ترکشی سمتی: ترکش‌های حاصل از انفجار این نوع مین، در جهت خاص (سمت عمومی سربازان دشمن) پخش می‌گردد. نمونه آن مین ام-۱۸ (M18) می‌باشد.

به مین‌های ترکشی گاهی مین ضدنفرات یا ضد مجتمع نیز می‌گویند. زیرا می‌تواند سبب کشته و مصدوم شدن چندین نفر شود.

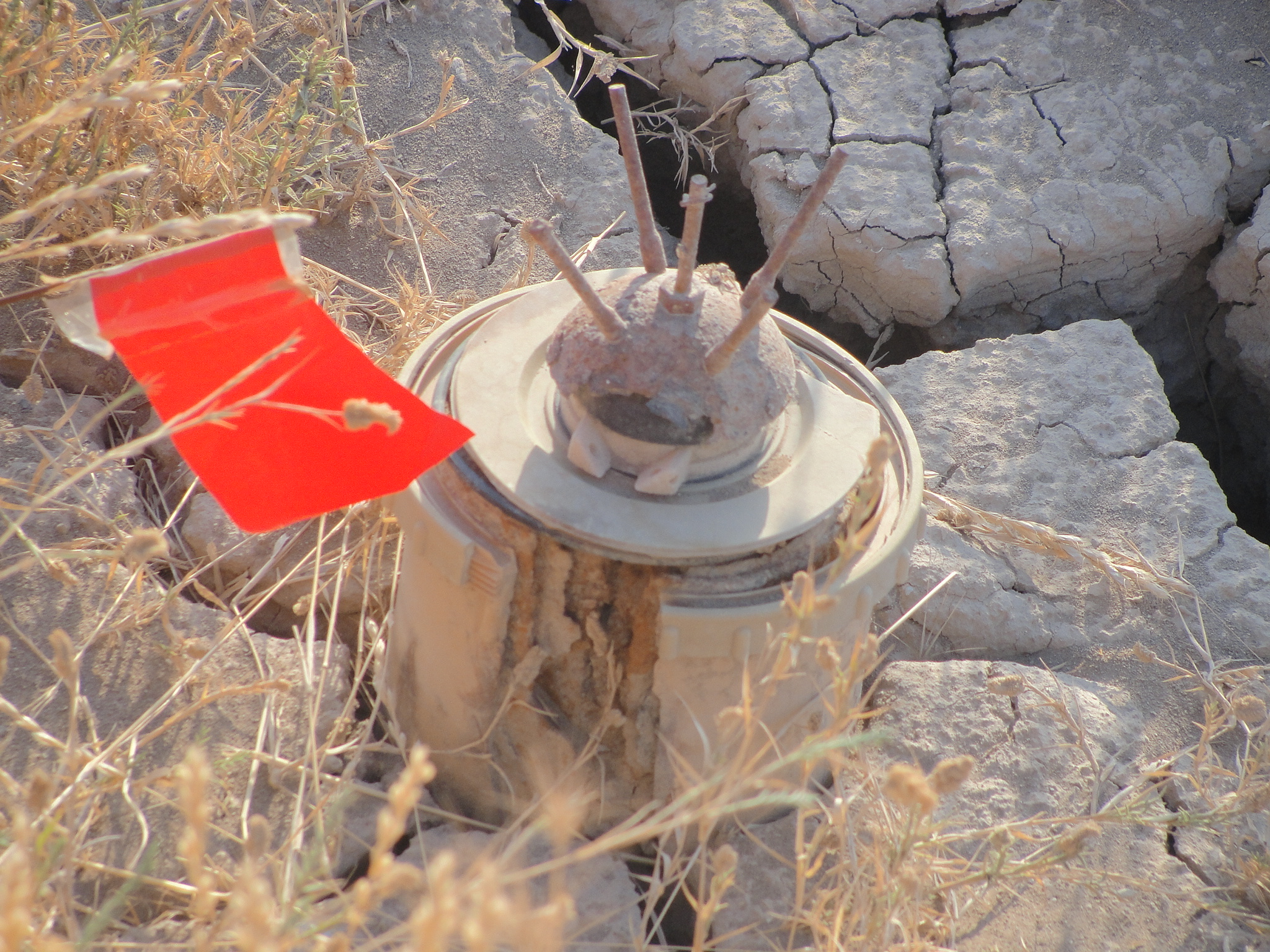
مین ضد نفرات والمرا کشف شده در منطقه شلمچه خوزستان

## ب) مین ضد نفر انفجاری
این نوع مین فاقد ترکش است و مصدوم شدن یا کشته شدن سرباز دشمن در حین برخورد با آن بستگی به نوع مین و میزان خرج انفجاری آن دارد.

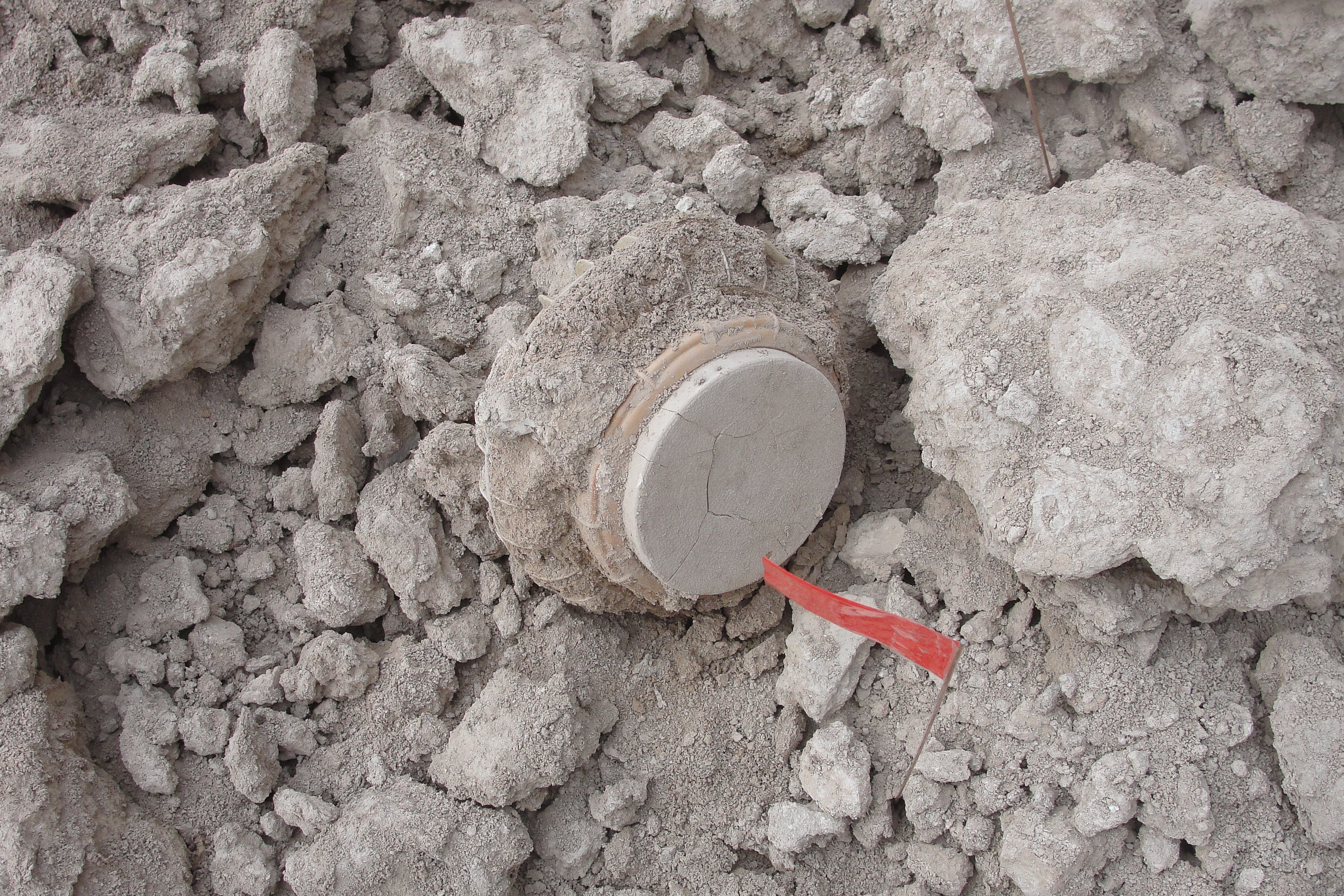
مین ضد نفر TS 50 کشف شده در منطقه شلمچه خوزستان
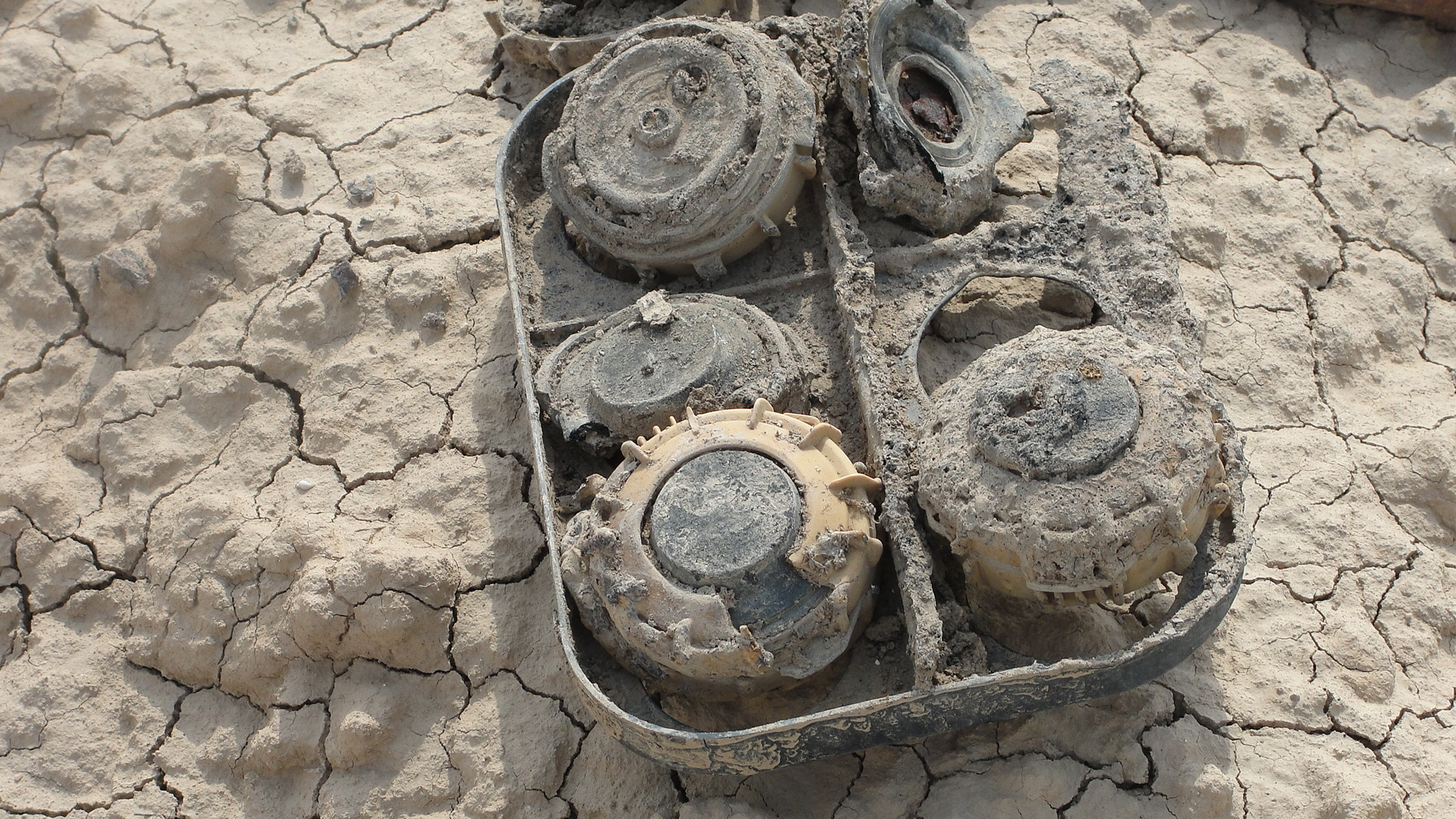
مین ضد نفر VS 50 کشف شده در منطقه شلمچه خوزستان